# Ракетный удар по кораблю «Марлин Луанда»
26 января 2024 года, во время кризиса в Красном море, топливозаправщик Marlin Luanda был поражён противокорабельной ракетой, выпущенной силами хуситов.

## Информация
Marlin Luanda — нефтяной танкер, построенный в 2018 году на верфях New Times в Тайчжоу, Китай. Корабль был зарегистрирован на Маршалловых Островах Navig8 Pride LHJ для Ocean Yi Shipping из Гонконга и управлялся Navig8 Asia Pte Ltd. В феврале 2022 года судно было продано компании Polar 18 Ltd и переименовано в Marlin Luanda; им управляла британская Oceonix Services, а управление судном осуществляла Suntech Maritime из Сингапура. На момент нападения танкер находился в чартере Trafigura, компании по торговле сырьевыми товарами, также базирующейся в Сингапуре.
После инцидента в апреле 2024 года судно было переименовано в Boccadasse без смены владельца, руководства или национального реестра.

## Предыстория
Несмотря на вступление хуситов в конфликт на стороне ХАМАС в войне в секторе Газа и атаки на коммерческие суда, танкеры и прочие суда продолжали ходить через Красное море.

## Ракетный удар
Marlin Luanda, перевозивший российскую нефть, был поражён хуситами. В этот момент он находился в 110 километров к юго-востоку от Адена. Удар вызвал пожар в одной из грузовых цистерн правого борта судна, и экипаж задействовал противопожарное оборудование для борьбы с ним.
После удара эсминец ВМС США USS Carney выдвинулся на помощь потерпевшему судну.
Хуситы заявили, что судно было британским и стало мишенью в ответ на американо-британскую агрессию против Йемена.

## Последствия
Trafigura объявила, что оценивает риск дальнейших рейсов через Красное море после ударов, в то время как танкер Free Spirit, перевозивший сырую нефть, избежал входа в Аденский залив вскоре после удара, изменив направление движения. 30 января 2024 года хуситы предприняли неудачную атаку на второе судно Oceonix, контейнеровоз Koi, зафрахтованный компанией CMA CGM.
В июле 2024 года Международная морская организация решила признать необычайное мужество, решительность и выносливость, продемонстрированные при координации усилий по тушению пожара и ликвидации ущерба капитаном Авхилашем Раватом и экипажем. Марлин Луанда награждён наградой IMO 2024 за исключительную храбрость на море.